# Dąbrowa Bolesławiecka (przystanek kolejowy)
Dąbrowa Bolesławiecka – nieistniejący przystanek osobowy w Dąbrowie Bolesławieckiej, w województwie dolnośląskim, w Polsce.